# Menskirch
Menskirch (deutsch Menskirchen) ist eine französische Gemeinde mit 140 Einwohnern (Status 1. Januar 2022) im Département Moselle in der Region Grand Est (bis 2015 Lothringen).

## Geografie
Die Gemeinde liegt im Norden der historischen Region Lothringen, zwei Kilometer nordöstlich von Dalstein und 13 Kilometer Luftlinie von der deutsch-französischen Grenze entfernt. Das Gemeindegebiet wird vom Anzelingerbach durchquert.

## Geschichte
Die Gemeinde wurde im Dreißigjährigen Krieg zerstört. Im 18. Jahrhundert hatte sie den Namen Manquery.
Das Gemeindewappen ist redend: Menskirch ist dabei eine Verkürzung von Martinskirche. Auch die Dreiecksform um die Kirche erinnert an den Mantel des Hl. Martin. Die Lilien symbolisieren die „Wiedervereinigung“ mit den Drei Bistümern im Jahr 1661.
| Jahr      | 1962 | 1968 | 1975 | 1982 | 1990 | 1999 | 2006 | 2019 |
| --------- | ---- | ---- | ---- | ---- | ---- | ---- | ---- | ---- |
| Einwohner | 122  | 84   | 80   | 97   | 133  | 144  | 160  | 139  |

## Sehenswürdigkeiten

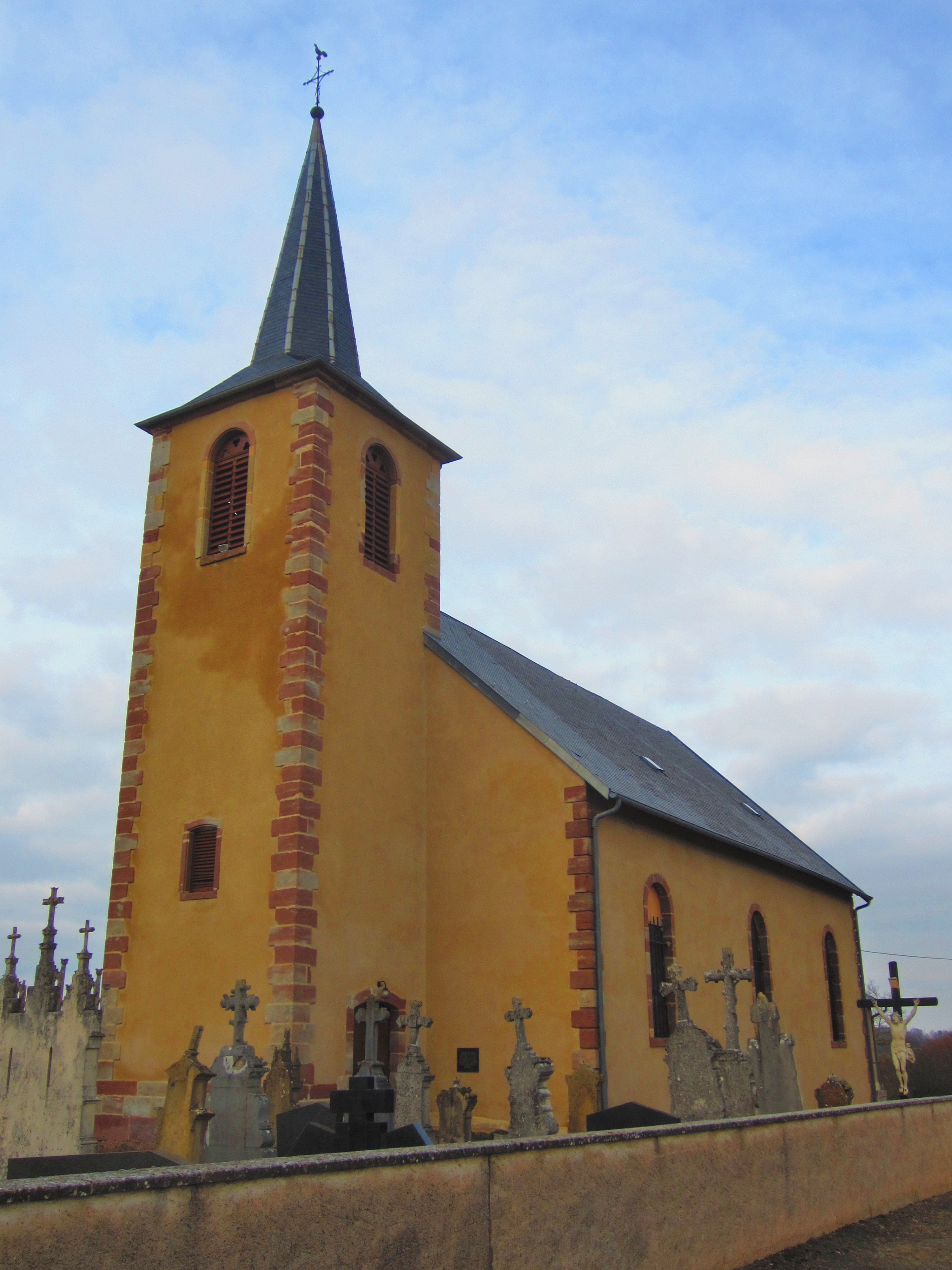
Kirche St. Martin

- Kirche St. Martin von 1732 (Kanzel und Petrus-Skulptur als Monument historique geschützt)

## Verkehr
Der Bahnhof Dalstein-Menskirch lag an der mittlerweile stillgelegten Bahnstrecke Merzig–Bettelainville.

## Belege
1. ↑  Wappenbeschreibung auf genealogie-lorraine.fr (französisch)